# Theod. Jorissen

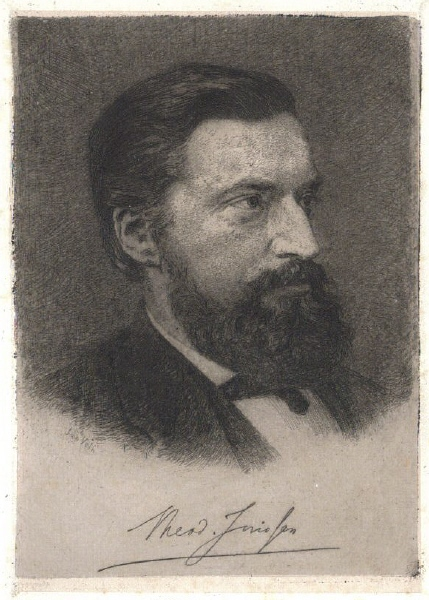
Theod. Jorissen (ets door Jan Veth)

Thomas Theodorus Hendrikus (Theod.) Jorissen (Utrecht, 22 februari 1833 - Amsterdam, 1 april 1889) was een Nederlandse historicus en letterkundige.
Jorissen werd geboren als zoon van een predikant. Na zijn studie theologie aan de universiteit van Utrecht werd hij in 1861 leraar Hollandse Taal en Letterkunde en Geschiedenis aan het gymnasium in Gouda. Datzelfde jaar schreef hij zich echter weer in aan de universiteit. Daarna was hij leraar in Haarlem en hoogleraar Geschiedenis in Amsterdam, achtereenvolgens op het Athenaeum Illustre en aan de universiteit van Amsterdam. In 1883 vroeg de Leidse universiteit Jorissen om hoogleraar te worden, maar hij bedankte. 
Behalve historische werken over Huygens, de Republiek der Nederlanden en Amsterdam schreef Jorissen een aantal artikelen en studies over poëzie (Constantijn Huygens en John Donne), biografie (Aagje Deken en Betje Wolff) en toneel (Palamedes en Gijsbrecht van Amstel). Bovendien gaf hij in 1868 zeven brieven van Lodewijk Napoleon uit, naar eigen zeggen de eerste die bekend werden.
J.C. Matthes bezorgde zes delen verzameld werk van Jorissen, die onder de titel Historische en Literarische Studiën verschenen van 1891 tot 1893.